# Правец (комп'ютер)
«Правец» - марка персональних комп’ютерів, які випускалися на заводі в болгарському місті Правец (місто Правец батьківщина генерального секретаря компартії Болгарії Тодора Живкова. Підчас вибору місця для будівництва комп’ютерного заводу він вибрав своє рідне село, яке пізніше стало містом).
Винахідником перших болгарських комп’ютерів називають інженера Івана Марангозова. Під його керівництвом і з допомогою інженера Кинчо Досєва на експериментальній базі Інституту технічної кібернетики і робототехніки (ІТКР) були випущені перші 50 екземплярів Имко-1.
Назва «ИМКО» розшифровується як «Индивидуален МикроКОмпютър» (з болгарського - індивідуальний мікро комп’ютер) Проте також дивним чином збігається з ініціалами авторів проекту.
Комп’ютери сімейства «правец» діляться на два класи 8 та 16 біт. 8-ми бітні комп’ютери переважно базувалися на базі комп’ютерів Apple II. А 16-ти бітні на базі комп’ютерів IBM PC XT.
Варто зауважити, що перші комп’ютери серії «ИМКО» розроблялися повністю в Болгарії і мали свій особливий «дизайн», а пізніші, серійні комп’ютери «правец» своїм виглядом нагадують дизайн комп’ютера Apple II і є клонами комп’ютера Apple II+
Можливо це підтвердить чутки, що для початку виробництва комп’ютерів «правець» був куплений завод фірми Apple по виробництву комп’ютерів Apple II. Адже коли у Болгарії почали серійно виготовляти правці, Apple II уже був застарілим комп’ютером на ринку, тож викупити застаріле виробництво не було великою проблемо.

## Випущені моделі

### Правец 8
- ИМКО-1 1980—1981 роки. Центральний процесор — Intel 8080, оперативна пам'ять 16 кілобайт. Зовнішня пам'ять на магнітній стрічці, дисковода не було (вони тоді в Болгарії ще не виготовлялися. «ИМКО-1» якраз перша пробна версія комп'ютерів тиражем 50 штук. Виготовлені ще у місті Софія.

- ИМКО-2 1982 рік. Аналог Apple II. Процесор Synertek 6502, оперативна пам'ять 48 кілобайт (є можливість розширення до 64 кілобайта) Також можлива робота із зовнішніми дисководами і запуск дискових операційних систем.

- ИМКО-82 1982—1986 роки. Аналог Apple II+ Фактично це подальший розвиток комп'ютера ИМКО-2. Процесор Synertek 6502, оперативна пам'ять 48 кілобайт (розширяється до 64 кілобайта) Є можливість підключення зовнішніх дисководів і запуск дискових операційних систем[en].

- Правец 8E 1985 рік. Рідкісна версія, являє собою тайванський клон комп'ютера Apple IIe. Не має кирилиці і дуже мало розповсюджений.

- Правец 8M 1985—1987 роки. Цей комп'ютер, це покращена версія ИМКО-82. Не має прямого аналога з комп'ютерами фірми Apple. Особливістю комп'ютера є спеціальна CP/M карта на борту. Тепер тут два процесори 6502 + Z80 чи Intel 8080, для підтримки популярної тоді, у всьому світі, операційної системи CP/M. Оперативної пам'яті 64 кілобайт (можна розширити до 128 кілобайт) Наявні 1 чи 2 дисководи. Також існувала спеціальна військова версія «Правец 8М» у дизайні моноблоку. Де монітор був в одному корпусі з дисководами, а окрема клавіатура разом з джойстиком.

- Правец 8Д 1985—1992 роки. Апаратний і програмний клон британських комп'ютерів Oric[en] (Oric-1 та Oric Atmos) Буква «Д» у назві розшифровується як «домашній». Процесор — болгарський клон 6502, оперативної пам'яті 48 кілобайт. Комп'ютер містив мікросхему програмованого звукового генератора AY-3-8912. У ролі монітора виступав телевізор. Головний накопичувач магнітна стрічка, але можлива робота з дисководами. У 1990 році з'явився контролер дисководу і дискова операційна система DOS-8D. Комп'ютер був дуже популярним зважаючи на його простоту і ціну. В Україні, з сімейства «Правец», саме ці комп'ютери найбільш розповсюджені.

- Правец 8A 1986—1988 роки. Базується на комп'ютері «Правец 82» але являє собою клон комп'ютера Apple IIe. Процесор 6502, оперативна пам'ять 64 кілобайта з можливістю розширення до 1080 кілобайт. Накопичувачі — два дисководи, підтримки накопичувача на магнітній стрічці (магнітофона) уже немає. Також цікаво те, що тут почали використовувати процесор болгарського виробництва — CM630 (клон 6502), а також мікросхеми чипсету уже були болгарського виробництва. Змін зазнали також клавіатура і вбудована програма «системний монітор».

- Правец 8C 1989—1994 роки. Новіша і досконаліша версія комп'ютера «Правец 8А». Можливо найбільш популярний 8-ми бітний комп'ютер серії «правец» Також цей комп'ютер найбільш сумісний з Apple II. Процесор CM630 (болгарський клон 6502), оперативна пам'ять — 128 кб, два дисководи. Багато контролерів інтегровано в материнську плату, тому на ній залишилося тільки 3 слоти розширення. У 1990 році створено сумісний Болгаро-Узбецький бізнес закупівлі комп'ютерів для потреб шкіл Узбекистану, тому у цій країні їх можна знайти досить часто. Також існувала версія комп'ютера у термінальному варіанті «Правец 8VC» для роботи з великими ЕОМ.

- Правец 8S 1990—1994 роки. Остання 8-ми бітна версія комп'ютера «правец». Фактично покращена версія комп'ютера «Правец 8С» Процесор клон 6502, оперативної пам'яті — 128 кб з можливістю розширення до 1024 кб. Один або два дисководи. Існувала можливість запису власних розкладок клавіатури, а також додано RGB модуль монітора.

### Правец 16
- Правец 16 (перша назва «ИМКО-4») 1984 рік. Перший Болгарський 16-ти розрядний комп’ютер, сумісний з ІВМ РС ХТ. Після проходження тестів цього комп’ютера, у 1985 році завод «правец» взявся за виготовлення комп’ютерів «Правец-16». Експортна назва — «ЕС-1839» (саме так відомий на теренах колишнього радянського союзу). Кінець випуску 1988 рік.

Процесор Intel 8088 або 8086, оперативної пам’яті 256 кб з можливістю розширення до 640 кб. Накопичувачі: два дисководи 5,25 дюйма 180 чи 360 кб, або один дисковод плюс жорсткий диск стандарту ST506/ST412 на 5, 10 чи 20 мегабайт.
Дисплей кольоровий або монохромний CGA. Операційна система SPS-DOS 3.3 (клон MS-DOS). Існували версії комп’ютера «Правец 16А», «Правец 16M» (для домашнього використання), «Правец 16H» (професійного використання). Комп’ютер базувався на елементній базі різних країн світу, але мав стандартну шину ISA. Жорсткі диски і дисководи переважно болгарського виробництва.
- Правец 16E / ES, 1988 рік. Ззовні той самий «Правец 16», але всередині базувався на материнській платі, виготовленій у Тайвані. Також тут був швидший процесор NEC V20 і завдяки цьому комп’ютер працював швидше за попередника, але був повністю з ним сумісний, як і з іншими IBM PC клонами.

## Цікаві Факти
- Абревіатуру ИМКО (болг. Индивидуален МикроКОмпютър) часто неофіційно іронічно розшифровують як болг. Иван Марангозов Копира Оригинала, в честь головного конструктора.

- З комп’ютерами «Правец 16» тісно пов'язаний розквіт болгарських комп’ютерних вірусів. Особливо завдяки роботі людини відомої під псевдонімом "Dark Avenger", котрий був автором багатьох вірусів, що спричинили вірусні епідемії по всьому світу.[джерело?]